# Ancistrocarpus bequaertii
Ancistrocarpus bequaertii är en malvaväxtart som beskrevs av De Wild.. Ancistrocarpus bequaertii ingår i släktet Ancistrocarpus och familjen malvaväxter. Inga underarter finns listade i Catalogue of Life.